# Anders Johansen (astrónomo)
Anders Johansen (Copenhague, 18 de febrero de 1977) un astrofísico teórico danés, que trabaja en el Observatorio de Lund del Departamento de Astronomía y Física Teórica de la Universidad de Lund.
Especializado en la investigación sobre la formación de planetas a través de modelos teóricos y computacionales. Durante la realización de su tesis doctoral (2004-2007) postuló la teoría de aglomeración suave para explicar la formación de los planetas, distinta a la predominante de colisiones violentas. Según esta teoría las partículas de gas y polvo que giran alrededor de una estrella joven, se van uniendo de a poco, sin traumas ni colisiones, formando asteroides que van creciendo hasta dar origen a los planetas.

## Premios y distinciones
- 2013: Premio Harold C. Urey en Ciencia Planetaria, por su trabajo pionero en la acumulación planetesimal y la formación de núcleos planetarios gigantes que ha provocado cambios de paradigma.[5]
- 2015: Premio Sten von Friesen, por contribuciones al área de formación de planetas.[6]
- 2019: Premio Göran Gustafsson en Física, por una investigación innovadora sobre cómo se forman y se desarrollan los planetas cerca de estrellas jóvenes.[7]
- 2019: Beca Wallenberg, para apoyar y estimular a investigadores senior de las universidades suecas.[8][9]